# Crocallis prunarioides
Crocallis prunarioides är en fjärilsart som beskrevs av Helbig 1940. Crocallis prunarioides ingår i släktet Crocallis och familjen mätare. Inga underarter finns listade i Catalogue of Life.